# Gioia di vivere (Matisse)
La gioia di vivere (Le bonheur de vivre) è un dipinto di Henri Matisse del 1906. Viene considerato il suo dipinto più ambizioso del suo periodo Fauve.
L'opera fu esposta al Salon des Indépendants a Parigi. La tecnica è leggermente puntinista e per questo motivo l'opera fu criticata da Paul Signac, che lo definì "un dipinto con colori ripugnanti e troppo spessi con contorno largo un pollice".
In questo dipinto ispirato alla pittura di Gauguin ed all'arte orientale e africana, Matisse rappresenta dei nudi femminili dipinti a macchie, senza rispettare i colori naturalistici, e fonde uomo e natura in una sorta di ritorno al primitivo, mentre la forma dei soggetti viene armonizzata e semplificata. Anche il paesaggio presenta colori innaturali, come ad esempio l'albero rosa che è lo stesso colore utilizzato per la pelle delle persone, quasi a sottolineare l'unione tra uomo e natura. Per la prima volta, Matisse deforma le linee del corpo umano, elemento visibile in tre delle bagnanti ivi raffigurate. Il quadro ritrae un esterno, ma non è dipinto dal vero: a Matisse non interessava l’aria aperta, preferiva il chiuso di una stanza.
Troviamo svariate citazioni nell'opera: l'uomo e la donna abbracciati nell'angolo a destra alludono a Tiziano, le bagnanti richiamano Cézanne e la posa delle due donne distese al centro della composizione è ripresa dal Manet di Déjeuner sur l'herbe.